# Randolph megye (Missouri)
Randolph megye az Amerikai Egyesült Államokban, azon belül Missouri államban található. Megyeszékhelye Huntsville, legnagyobb városa Moberly. Lakosainak száma 24 716 fő (2020. április 1.). Randolph megye Macon, Boone, Howard, Monroe, Audrain és Chariton megyékkel határos.

## Népesség
A megye népességének változása:
| Lakosok száma | 25 501 | 25 445 | 25 225 | 25 293 | 24 940 | 25 104 | 24 716 |
|               | 2009   | 2010   | 2011   | 2012   | 2013   | 2015   | 2020   |